# Ermita de San Frutos
El priorato de San Frutos, hoy conocido como ermita de San Frutos, son los restos de un antiguo conjunto monástico ubicado en el municipio de Carrascal del Río (provincia de Segovia, Castilla y León, España). Eclesiásticamente, pertenece a la parroquia de Sepúlveda. De las antiguas construcciones monacales solamente se mantiene en pie y en actividad el templo dedicado a San Frutos.
En la ermita finaliza el Camino de San Frutos, ruta de peregrinación al santo segoviano de unos 80 km que comienza en la ciudad de Segovia.
El conjunto monacal se sitúa sobre uno de los meandros que forman las hoces del río Duratón en el mismo corazón del parque natural de las Hoces del Río Duratón y el lugar del mismo que más visitas recibe. Su ubicación, al borde del acantilado, permite apreciar óptimamente el cañón que forma el río Duratón y el remanso que se crea con el embalse de la cercana presa de Burgomillodo.
Desde este lugar se aprecian las tres zonas diferentes y determinadas que configuran el parque, la paramera en la zona superior, el bosque de ribera a la orilla del río y los cortados. Destaca la observación de aves, en particular de los buitres leonados, cuyas buitreras se observan en la pared opuesta y las aves a poca distancia del visitante.

## La ermita y el monasterio

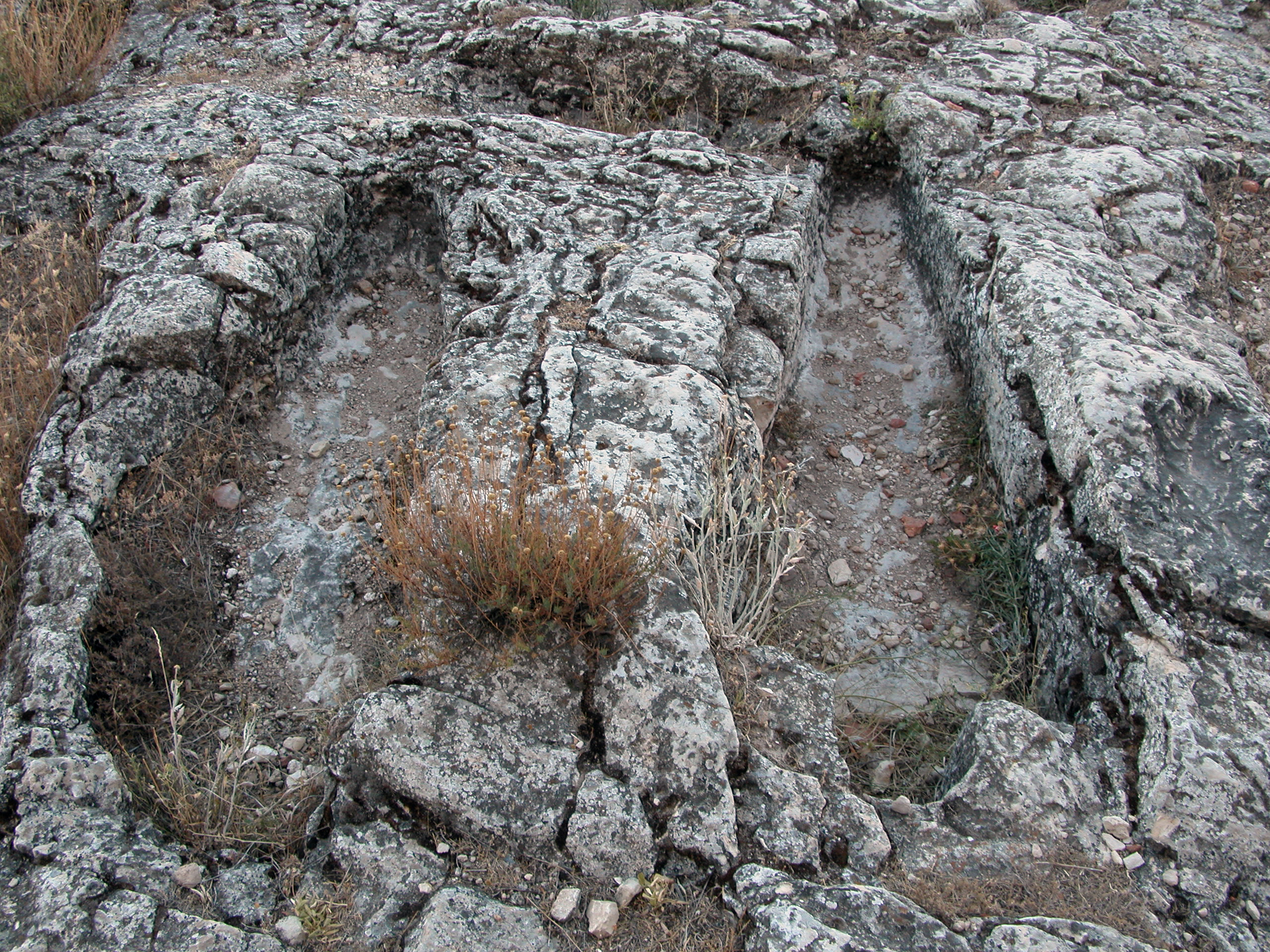
Sepulturas antropomorfas excavadas en la roca, junto a la Ermita de San Frutos

La ermita es una construcción románica de siglo XII que se realizó sobre otra visigótica del siglo VII. La fundación se atribuye a San Frutos (642 - 715) y sus dos hermanos, santa Engracia y san Valentín, que eligieron el lugar para dedicarse a la vida contemplativa. Posteriormente se completó el complejo con un monasterio y un cementerio.
Desde aquí se ofrece la vista más conocida de las hoces al ser uno de los lugares más atractivos del parque.

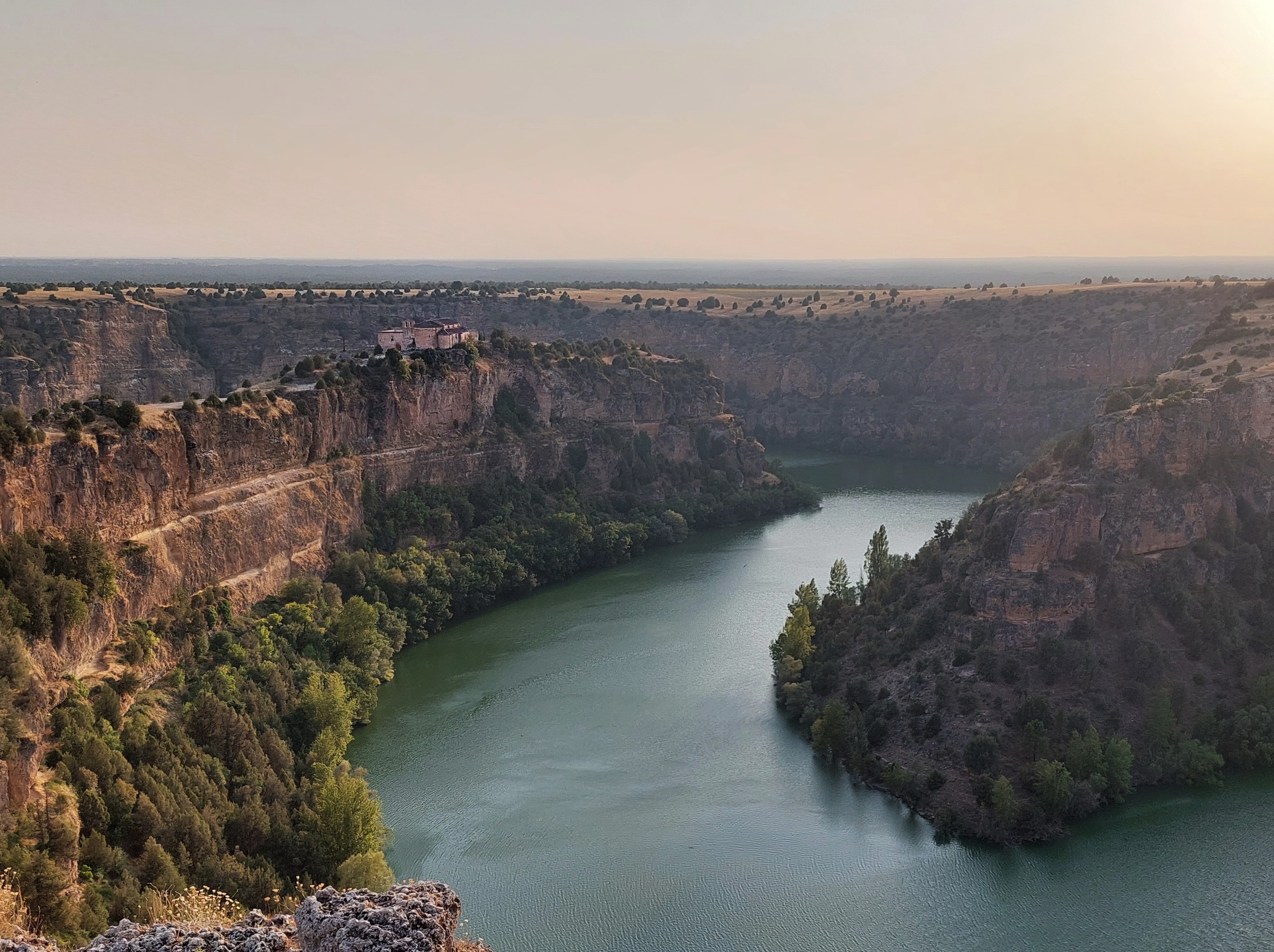
Vista de las Hoces del Duratón desde el mirador de la ermita de San Frutos

Se accede al complejo religioso mediante un pequeño puente de piedra construido en 1757 que salva una grieta, La Cuchillada. Entre la grieta y la ermita están los restos de un monasterio benedictino. Un poco más adelante se encuentra la ermita y al pie de su ábside se conservan varias tumbas antropomórficas datadas en la Alta Edad Media y relacionadas con la reconquista de la zona por Fernán González en el siglo X y reutilizadas por los monjes del priorato. Entre el complejo religioso y el borde del acantilado se ubica un cementerio y a su lado, en una pequeña construcción, se encuentran las tumbas que la tradición adjudica al santo y sus dos hermanos, ahora vacías. Al lado izquierdo de La Cuchillada quedan los restos de una primitiva escalera tallada en la roca para bajar al fondo del cañón.
A la entrada del complejo hay una cruz de hierro sobre un pedestal de piedra en el que figuran las siete llaves de Sepúlveda. Esta cruz fue levantada en el año 1900 para conmemorar la gran peregrinación que se realizó ese año auspiciada por el obispo de Segovia Quesada. En estos lares el número siete tiene especial relevancia siendo una constante en la zona: los siete milagros de San frutos, las siete puertas de Sepúlveda, la cueva de los Siete Altares, etc.

### La iglesia
La iglesia se comenzó a construir en el año 1093 y fue consagrada en el año 1100 por el arzobispo de Toledo Bernardo de Sedirac. Se halla sobre restos de construcciones romanas. Su construcción está atribuida a un monje llamado Michael siendo el Abad Fortunio. Consta de una sola nave de 8 metros de ancho con dobles arquerías ciegas a sus lados que se levantan sobre pequeñas columnas y se cubre por una bóveda de cañón en tres tramos y arco de triunfo rebajado, al fondo de la nave esta el  ábside. Su acceso se realiza a través de dos puertas, la del lado norte es la principal, la otra está tapiada. Está formada por tres arquivoltas y guardapolvo. Las arquivoltas apoyan en cimarios adornados con motivos vegetales y en piletas lisas. Todo el conjunto sobresale del plano de la fachada. Sobre él se abre una ventana que se forma con un arco de medio punto apoyado en columnillas con capiteles exentos de decoración. El arco tiene un guardapolvos ajedrezado y baquetón liso. Hay que destacar una colección de 14 capiteles con ornamentación vegetal y escenas mitólogicas. Ha sufrido varias remodelaciones que han afectado al ábside además de dos añadidos laterales. Bajo el altar hay un sillar que recibe el nombre de piedra del santo; la tradición dice que si se dan tres vueltas (el paso es muy estrecho) se cura la hernia y con menos vueltas desaparecen los dolores.
El templo se reformó en el siglo XII con tres nuevos ábsides semicirculares, pero no fue hasta comienzos del siglo XVIII cuando se realizaron obras importantes en el interior de la iglesia. Se hizo un retablo nuevo para el altar de San Frutos y se trasladaron allí sus reliquias. Unos años más tarde se construyó la capilla nueva para el santo.
El 18 de junio de 1126 el rey Alfonso VII de León concedió fuero para poblar el monasterio de San Frutos y confirmó la anexión de este lugar al monasterio de Santo Domingo de Silos. La presencia de los monjes benedictinos se mantuvo hasta que se vieron obligados a abandonar las instalaciones debido a la desamortización de Mendizábal en 1834. El abandono y un incendio ocurrido en el siglo XIX acabaron llevando a la ruina al monumento. En junio de 1931 fue calificado como Monumento Nacional.
San Frutos es el patrón de la provincia de Segovia y el 25 de octubre se realiza la romería en su honor. En 1992 se creó la Hermandad de San Frutos del Duratón que se encarga de la conservación del lugar.

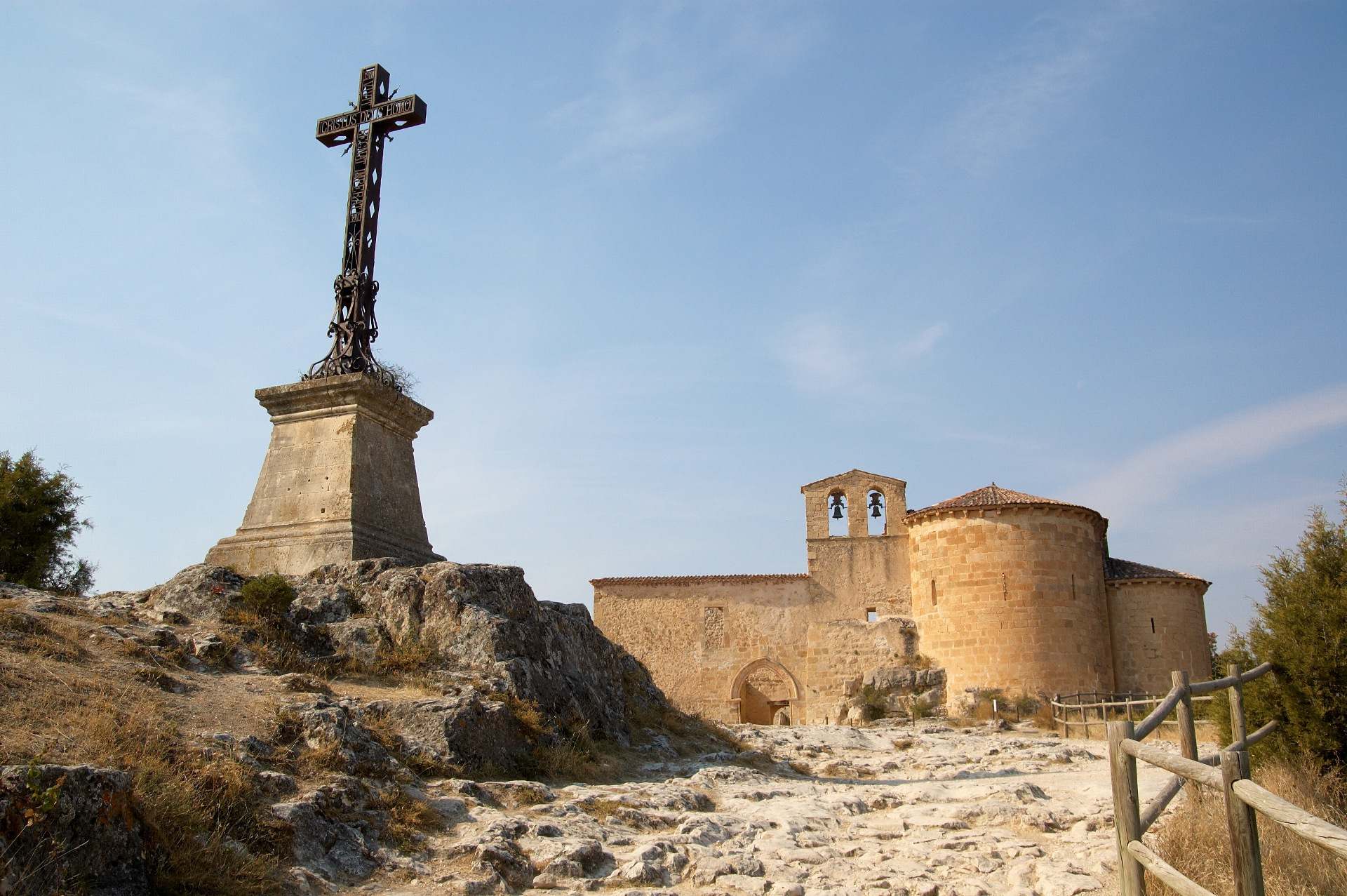
Vista de la ermita con la cruz en primer plano
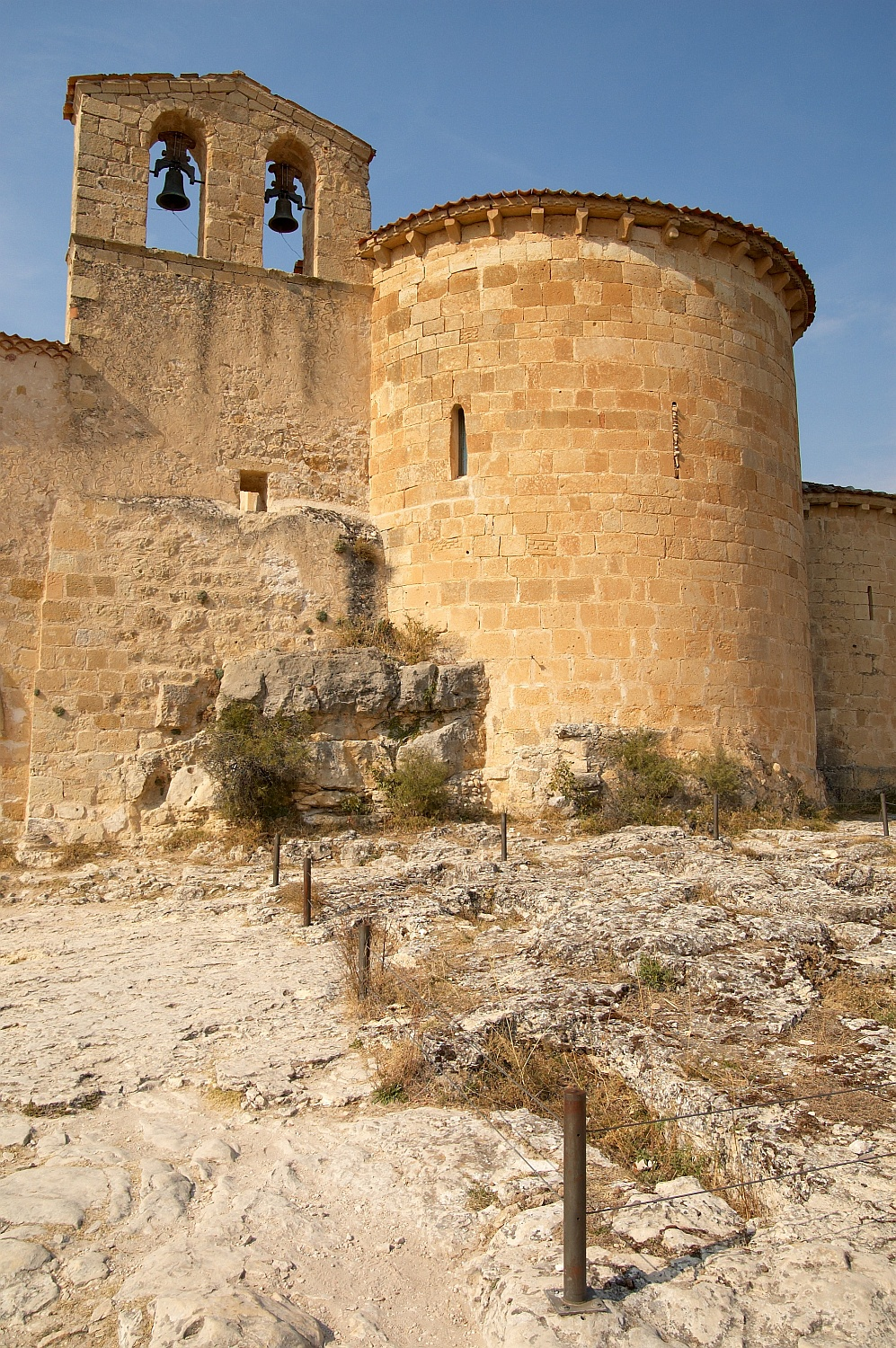
Detalle de la necrópolis
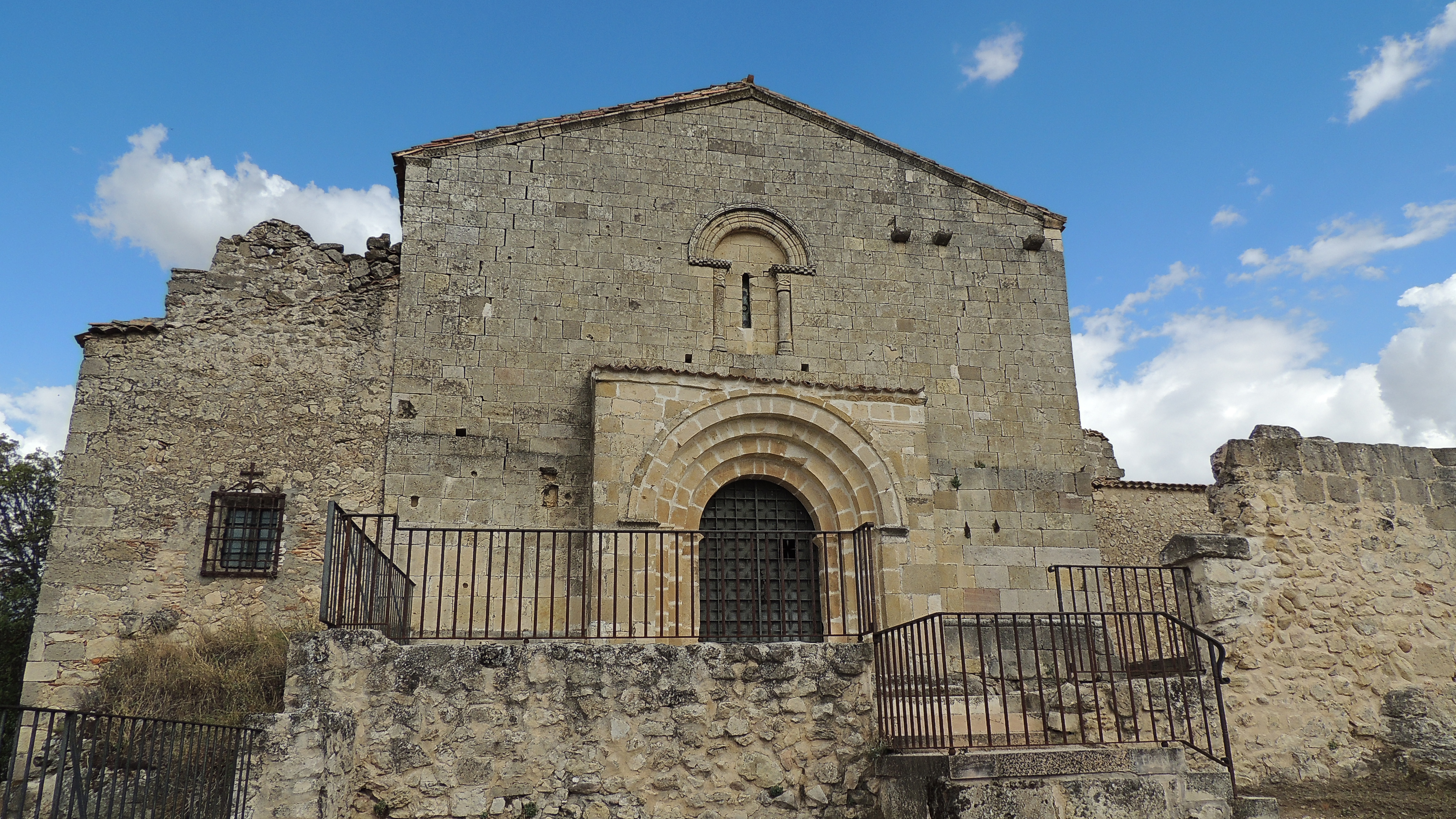
Fachada de la ermita
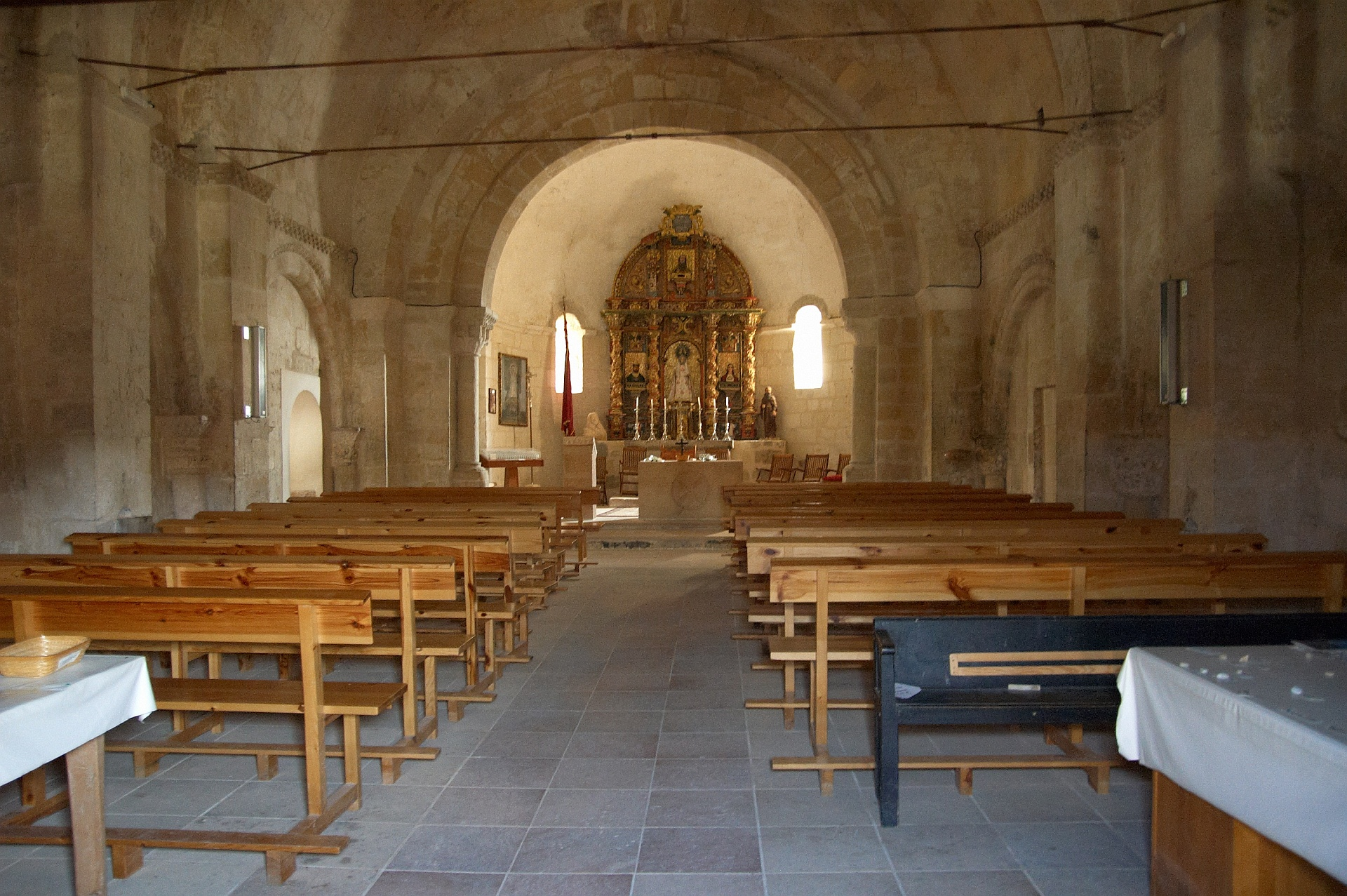
Interior

## Leyendas y milagros

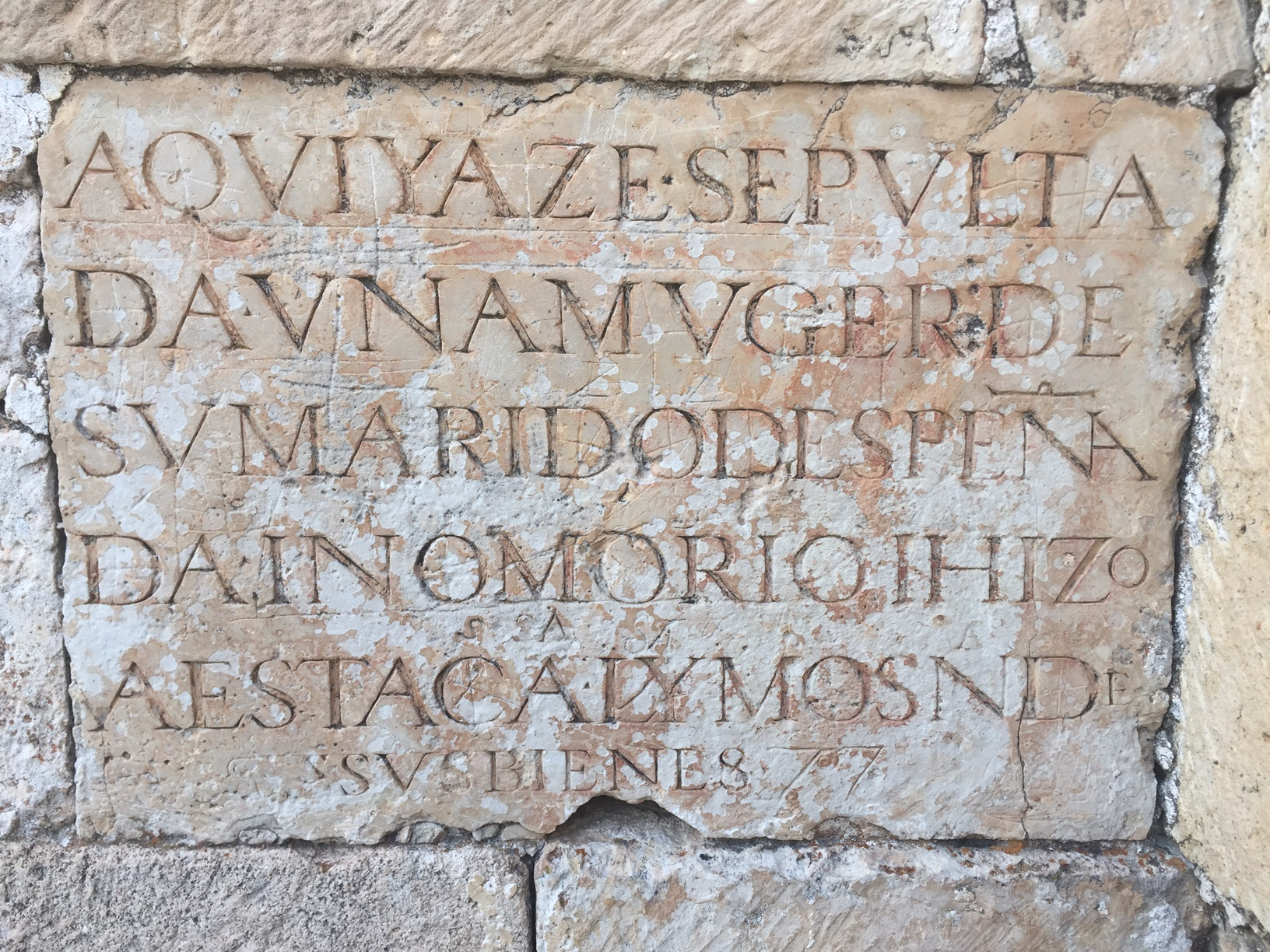
Imagen de la inscripción en uno de los muros de la ermita de San Frutos

"La Cuchillada" es la grieta que hay que salvar, en la actualidad mediante un puente de piedra, para acceder al recinto monacal. Según la tradición fue abierta por San Frutos con su bastón para detener a los sarracenos y proteger a los vecinos de Sepúlveda que pedían ayuda, siendo así que la grieta define el terreno "sagrado" que los infieles no debían pisar.
Tan conocido como el milagro de "La Cuchillada" es el de "la mujer despeñada". La leyenda cuenta que en 1225 un marido celoso empujó a su mujer, en la creencia que esta le engañaba, al precipicio. La mujer fue salvada de la muerte por San Frutos, ya que era inocente, y en agradecimiento donó todos sus bienes al priorato. En uno de los muros del templo se puede leer la siguiente inscripción: Aquí yace sepultada una muger de su marido despeñada y no morió i hizo a esta casa lymosna de sus bienes.